# フィル・ウッズ
フィル・ウッズ（Phil Woods、本名：Philip Wells Woods、1931年11月2日 - 2015年9月29日）はアメリカ合衆国のジャズミュージシャン（アルトサクソフォーン、他）。

## 来歴
マサチューセッツ州スプリングフィールド生まれ。
マンハッタン音楽学校やジュリアード音楽院で学びながらジャズピアニストであり作曲家であるレニー・トリスターノに大きな影響を受けた。卒業後すぐにビバップのサクソフォーン奏者として認められ、キャノンボール・アダレイやソニー・スティットと同様に偉大な先達チャーリー・パーカーの後継者と目された。
1968年渡仏、ヨーロピアン・リズム・マシーン（The European Rhythm Machine）を結成し録音を残した。1972年には再びアメリカに活動の場を移した。
ジャズではないが、彼を有名にしたポップ・ミュージックの録音としてビリー・ジョエルの「素顔のままで（Just the Way You Are）」でのアルトサクソフォーン・ソロがあげられる。その他スティーリー・ダン、ポール・サイモンとも共演している。
ウッズは自身の録音で7回グラミー賞にノミネートされ、4回グラミー賞を受賞した。
また彼はチャーリー・パーカーの未亡人であるチャン・パーカーと結婚し、パーカーの遺児二人の継父となった事でも知られる。
2015年9月29日、83歳で死去。

## ディスコグラフィ

### リーダー作品
1950年代

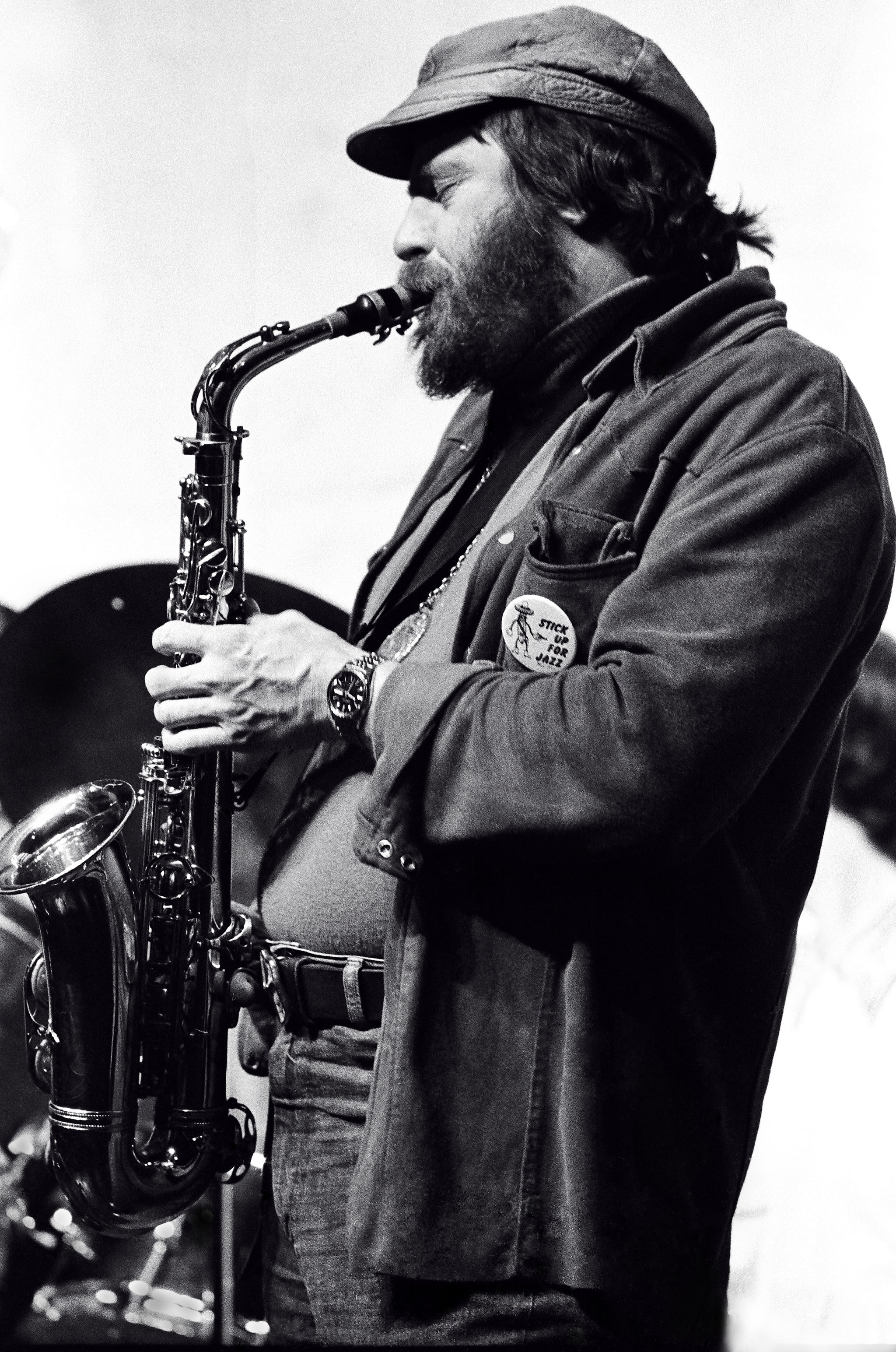
1978年

- Jon Eardleyと共同名義, 『ポット・パイ』 - Pot Pie（1954年10月、1955年2月録音） (Prestige) 1963年
- 『ウッドロア』 - Woodlore（1955年11月録音）(Prestige) 1956年
- 『ペアリング・オフ』 - Pairing Off（1956年6月録音）(Prestige) 1956年
- ドナルド・バードと共同名義, 『ザ・ヤング・ブラッズ』 - The Young Bloods（1956年11月録音）(Prestige) 1956年
- ジーン・クイル、サヒブ・シハブ、Hal Steinと共同名義, 『4アルトズ』 - Four Altos（1957年2月録音）(Prestige) 1957年
- ジーン・クイルと共同名義, 『フィル＆クイル』 - Phil And Quill（1957年3月録音）(Prestige) 1957年
- 『スガン』 - Sugan（1957年7月録音）(Prestige) 1957年
- ジーン・クイルと共同名義, 『フィル・トークス・ウィズ・クイル』 - Phil Talks With Quill（1957年9月、10月録音）(Columbia) 1957年
- 『ウォーム・ウッズ』 - Warm Woods（1957年録音）(Epic) 1958年

1960年代
- 『ライツ・オブ・スイング』 - Rights of Swing（1961年1月、2月録音）(Candid) 1961年
- 『グリーク・クッキング』 - Greek Cooking（1967年1月、2月録音）(Impulse!) 1967年
- リー・コニッツ、ポニー・ポインデクスター、レオ・ライトと共同名義, 『アルト・サミット』 - Alto Summit（1968年6月録音）(MPS) 1968年
- 『アライヴ・アンド・ウェル・イン・パリ』 - Alive And Well In Paris（1968年11月録音）(Pathé) 1968年
- 『モントルー・ジャズ・フェスティヴァルのフィル・ウッズとヨーロピアン・リズム・マシーン』 - Phil Woods and his European Rhythm Machine at the Montreux Jazz Festival（1969年6月録音）(MGM) 1970年
- 『ラウンド・トリップ』 - Round Trip（1969年7月録音）(Verve) 1969年

1970年代
- 『フランクフルトのフィル・ウッズとヨーロピアン・リズム・マシーン』 - Phil Woods and his European Rhythm Machine at the Frankfurt Jazz Festival（1970年3月録音）(Embryo) 1970年
- 『カルダン・アット・モントルー』 - Live At Montreux 72（1972年6月録音）(Verve) 1972年
- New Music by the New Phil Woods Quartet (Testament) 1974年
- 『ミュージック・デ・ボア』 - Musique du Bois（1974年1月録音）(Muse) 1974年
- ミシェル・ルグラン楽団と共同名義, 『イメージ』 - Images (RCA Victor) 1975年（グラミー賞：最優秀ラージ・ジャズ・アンサンブル・パフォーマンス）
- 『フィル・ウッズ＆ザ・ジャパニーズ・リズム・マシーン』 - Phil Woods & The Japanese Rhythm Machine（1975年7月録音）(RCA Victor) 1976年（「東京厚生年金会館」におけるライヴ）
- 『ザ・サン・スイート』 - The New Phil Woods Album（1975年10月～12月録音）(RCA Victor) 1976年
- 『ライブ・フロム・ショーボート』 - Live from the Show Boat（1976年11月録音）(RCA Victor) 1977年（グラミー賞：最優秀インストゥルメンタル・ジャズ・パフォーマンス（個人もしくはグループ））
- 『ソング・フォー・シスファス』 - Song for Sysiphus（1977年11月録音）(King) 1978年
- 『アイ・リメンバー…』 - I Remember（1978年3月録音） (Gryphon) 1979年
- Phil Woods Quartet Live（1979年5月26日録音）(Adelphi) 1980年
  - More' Live（1979年5月26日録音）(Adelphi) 1982年（グラミー賞：最優秀インストゥルメンタル・ジャズ・パフォーマンス（個人もしくはグループ））

1980年代
- ルー・タバキンと共同名義, Phil Woods/Lew Tabackin（1980年12月録音）(Omnisound) 1981年
- トミー・フラナガン、レッド・ミッチェルと共同名義, 『スリー・フォー・オール』 - Three For All（1981年1月録音）(Enja) 1981年
- 『ライブ・フロム・ニューヨーク』 - Live from New York（1982年10月7日録音）(Palo Alto) 1985年（ニューヨーク市「ヴィレッジ・ヴァンガード」におけるライヴ）
  - At the Vanguard（1982年10月8日録音）(Antilles) 1983（グラミー賞：最優秀インストゥルメンタル・ジャズ・パフォーマンス（個人もしくはグループ））
- Integrity（1984年4月録音）(Red) 1984年（イタリアのサーラ・ボロニェーゼにおけるライヴ）
- Heaven（1984年12月録音）(BlackHawk) 1986年
- ディジー・ガレスピーと共同名義, Dizzy Gillespie Meets Phil Woods Quintet（1986年12月録音）(Timeless) 1987年
- Bop Stew（1987年11月録音）(Concord Jazz) 1988年（Fujitsu-Concord Jazz Festival In Japan'87「簡易保険ホール」におけるライヴ）
- Evolution（1988年5月録音）(Concord Jazz) 1988年
- Embracable You（1988年7月録音）(Philology) 1989年
- ベニー・カーターと共同名義, My Man Benny, My Man Phil（1988年10月録音）(MusicMasters) 1989年
- Here's to My Lady（1988年12月録音）(Chesky) 1989年
- Flash（1989年4月録音）(Concord Jazz) 1990年

1990年代
- Space Jazz Trioと共同名義, Phil's Mood (Philology) 1990年
- All Bird Children（1990年6月録音）(Concord Jazz) 1991年
- Jim McNeelyと共同名義, Flowers For Hodges (Concord Jazz) 1991年
- The Little Big Bandと共同名義, Real Life（1990年9月録音）(Chesky) 1991年
- Full House（1991年9月録音）(Milestone) 1992年
- Franco D'Andreaと共同名義, Our Monk（1994年11月録音）(Philology) 1994年
- Plays The Music Of Jim McNeely (TCB) 1995年
- Mile High Jazz Live In Denver (Concord Jazz) 1996年
- ベニー・カーターと共同名義, Another Time, Another Place（1996年3月録音）(Evening Star) 1996年
- Astor and Elis (Chesky) 1996年
- The Comlete Concert (JMS) 1996年
- Celebration!（1997年1月録音）(Concord Jazz) 1997年
- The Rev And I (Blue Note) 1998年
- 『クール・ウッズ』 - cool woods (somethin' else) 1999年

2000年代以降
- 『スリル・イズ・ゴーン』 - The Thrill Is Gone（2002年6月録音）(Venus) 2003年
- Robert Anchipolovsky and Tony Pancella Trioと共同名義, Tel Aviv Jazz Festival (Philology) 2006年
- Grace Kellyと共同名義, Man with the Hat (Pazz) 2011年
- ビル・メイズと共同名義, Phil & Bill（2010年9月録音）(Palmetto) 2011年
- Dialogues With Christopher

### コンピレーション
- Into The Woods (The Best Of Phil Woods)  (Concord Jazz, 1996)

### 参加アルバム(一部)
- スティーリー・ダン『うそつきケイティ』 - Katy Lied (1975年)
- ポール・サイモン『時の流れに』 - Still Crazy After All These Years (1975年)
- ビリー・ジョエル『ストレンジャー』 - The Stranger (1977年)
- ベンジャミン・コッペル Pass the Bebop (Cowbel) 2006年
- 平賀マリカ『バトゥカーダ～ジャズン・ボッサ～』 - Batucada: Jazz'n Bossa (2008年)